# ジュリア・カロザース
ジュリア・カロザース（Julia Sarah Carothers、1845年 - 1914年3月26日）は、明治2年に夫婦で来日した、長老派の宣教師で、クリストファー・カロザース（カラゾルス）の妻。
原女学校の前身長老派女学校（A六番女学校）を設立した人物である。「ジュリア・カラゾルス」とも表記する。

## 歴史

### 初期

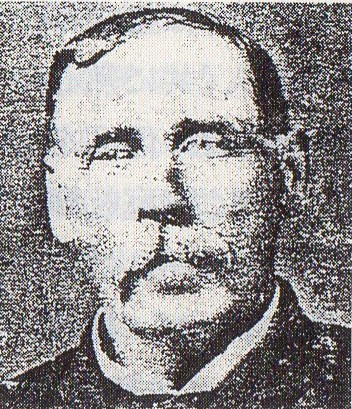
クリストファー・カロザース宣教師

1845年にバージニア州（現ウェストバージニア州）ホイーリングの牧師リチャード・V・ドッジ(Richard Varick Dodge)の長女として生まれる。小学校の教師を勤める。
1869年4月6日にウィーリングの第四長老教会で、アメリカ合衆国長老教会の宣教師クリストファー・カロザースと結婚式を挙げる。6月にウィーリングを出発して大陸横断鉄道に乗り西海岸に行く。

### 来日
1869年7月、サンフランシスコ港から「グレート・リパブリック号」に乗り、7月27日に横浜港に着いた。
カロザース夫妻は、クリストファーの友人エドワード・コーンズ夫妻の紹介で、横浜居留地39番のジェームス・カーティス・ヘボン宅の長老教会宣教師館に滞在した。
夫クリストファーはデイヴィッド・タムソンとエドワード・コーンズと一緒に、東京の視察を行い、東京の伝道に力を注ぐことになった。
ヘボンとカロザースが東京に出て、築地雑居地域の南小田原町の日本家屋を賃貸し、10月にジュリアはクリストファーと共に東京築地に移住した。築地の日本家屋を改修して住み始める。すると、青年たちが英語の指導を求めて訪ねてきた。そこで、東京における最初のミッションスクールカロザース塾が開始された。
1870年(明治3年)6月2日に築地外国人居留地の第1回競貸しが行われ、在日ミッションは築地の沿岸部の6番地375坪を、タムソンとカロザースの連名で購入した。そこに、カロザース夫妻ようの2棟の宣教師館を建設した。1870年10月に完成し、夫妻はそこに住むことになる。1871年2月にジュリアが体調を崩して、アメリカに一時帰国する。一時帰国中にジュリアは日本の女子教育の使命を抱いた。1872年(明治5年)3月5日にジュリアが再来日すると、千村五郎が2人の少女を連れてきた。この2人の少女からジュリアの女学校が始まった。
1872年（明治5年）4月3日、銀座大火がある。関連する火事で6番地の宣教師館が焼失する。日本橋馬喰町の日本旅館に避難した。ここで、ジュリアは音楽の授業を行い、生徒達に讃美歌を歌わせた。避難生活の後1ヶ月後にバラックを建てて戻り、1873年2月に築地居留地6番のミッション・ロットに自宅用のA棟、他の宣教師用のB棟を再建した。さらに、ミッションの同意を得ないまま、小会堂兼教室と石造りの倉庫を建設した。
1872年8月に銀座万年橋に開校した上田女学校でジュリアは流暢な日本語で教えた。

### A六番女学校
自宅用A棟で女子生徒10名を集めて女学校を再開する。これが、A六番女学校と呼ばれるようになる。
1874年(明治7年)ジュリアの女学校A六番女学校が長老教会フィラデルフィア婦人伝道局に加入し、女学校もその管轄になった。23名の生徒がおり長老派女学校(Presbyterian Mission Female Seminary)と呼ばれた。
1873年に来日し6番B棟に入居した、メアリー・パークとケイト・ヤングマンが長老教会ニューヨーク婦人伝道局の援助で、女子寄宿学校(The Girls Boarding School)を開校した。また、B六番女学校と呼ばれるようになる。
メアリー・パークは5月に東京基督公会(新栄教会)のタムソンと結婚したので、女子寄宿舎はタムソンの新栄教会と結びつくようになった。
そこで、カロザースとヤングマンに感情的な対立が生じた。カロザースは在日長老ミッションと関係する長老派女学校の正当性を主張して激しく攻撃し、ヤングマンに女子寄宿学校に廃校を迫った。
1876年(明治9年)1月4日に築地居留地6番で行われた在日ミッションの長老会で、「耶蘇」に日本語表記の問題で対立して、カロザースがミッションを辞任することになった。

### 成樹学校
夫妻がミッションを辞任することで、長老派女学校の生徒は退学を希望して廃校になった。ジュリアの勧めで2人がヤングマンの女子寄宿学校へ転校したが、他の生徒は日本独立長老教会に加入したので、教会附属の女学校を開くことになり、原胤昭、戸田欽堂らの出資により、銀座三十間堀に校舎を購入し、ジュリアを教師に招いて、1876年に新しい女学校が開設した。
1876年(明治9年)4月22日に横浜から東京丸に乗り、上海に向かう。上海で一週間過ごした後に、日本に戻る。クリストファーは単身で長崎経由で兵庫で下船し、広島へ向かった。ジュリアは5月11日に単身で横浜に向かい、成樹学校へ向かった。しかし、ジュリアは体調を崩して女学校を辞任し静養していた。クリストファーが夏休みになり8月16日には夫妻で横浜から広島に向かった。
広島でクリストファーは広島英語学校の教師になり、そこで大和田建樹を教え、ジュリアも大和田にオルガンの奏法を教えようとした。ジュリアは広島でも体調を崩して、アメリカに帰国することになった。1877年(明治10年)2月22日に横浜に着き、3月3日にペキン号に乗り日本を離れた。ジュリアが帰国する際に夫のクリストファーは立ち寄ることはなかった。アメリカに帰国したジュリアは両親と一緒に生活を始めた。

### 帰国後
1878年(明治11年)2月にクリストファーも日本でのお雇い教師を辞めてアメリカに帰国する。しかし、クリストファーはジュリアとは離れて生活し、ワシントン・テリトリーのポート・タウンゼントに住む。しばらくして、クリストファーはジュリアと共に宣教師復帰運動を展開するが、ウィリアム・インブリーらの反対で実現しなかった。
その後、ジュリアは父親の教会の転任に伴いカリフォルニア州のサンディエゴに移住する。
1883年(明治16年)7月にジュリアは、日本の横浜にいた夫の提案を受け入れて、日本で共に再び共に宣教師をしようとした。しかし、反対に会い再び実現しなかった。宣教師復帰に失敗した夫クリストファーはサンフランシスコのジュリアの元に立ち寄るが、再び一緒に生活をすることなく、事実上の離婚状態となった。
ジュリアは実家で過ごし、裕福な家族と一緒に世界中を旅行して過ごした。1901年頃には日本に観光に訪れた。
1914年(大正3年)3月26日ジュリアはサンディエゴで68歳で死去する。遺体はサンディエゴのホープ山墓地(Mount Hope Semetery)に葬られた。

## 著書
- The Sunrise Kingdom; or life and Scenes In Japan and Women's work for Women there, Presbyterian Board of Publication, Philadelphia,1879
- Kesa and Saijiro or, Light and Shades of Life in Japan, American Tract Society, New York, 1888
- Japan's Year, T Hasegawa, Tokyo, 1905